# Kwas ibotenowy
Kwas ibotenowy – organiczny związek chemiczny, alkaloid o działaniu toksycznym i odurzającym. Występuje głównie w blaszkach i miąższu niektórych grzybów z rodzaju Amanita (np. muchomora plamistego lub czerwonego). W organizmie i pod wpływem temperatury ulega dekarboksylacji do muscymolu. Średniej wielkości świeży owocnik muchomora czerwonego (60–70 g) zawiera do 70 mg kwasu ibotenowego.